# Ruwenzori-Otterspitzmaus
Die Ruwenzori-Otterspitzmaus (Micropotamogale ruwenzorii), auch Mittel-Otterspitzmaus genannt, ist eine kleine Säugetierart aus der Familie der Otterspitzmäuse (Potamogalidae), die nur im zentralen Afrika westlich des Ostafrikanischen Grabens vorkommt. Sie bewohnt ein kleines Gebiet vom Ruwenzori-Gebirge an der Grenze zwischen der Demokratischen Republik Kongo und Uganda bis zum Westufer des Kiwusees. Dort tritt sie in tropischen Regenwäldern und Bergwäldern mit Bächen und Sümpfen auf. Die Tiere sind durch ihren otterartigen Körperbau mit auffallend großen Tasthaaren und einem kräftigen Schwanz sehr gut an ein Leben im Wasser angepasst. Anders als die sonstigen Otterspitzmäuse besitzen sie Schwimmhäute zwischen den Fingern und Zehen und schwimmen dadurch mit paddelnden Bewegungen der Gliedmaßen. Die Hauptnahrung besteht aus Wirbellosen und kleineren Wirbeltieren, ansonsten ist nur sehr wenig über die Lebensweise der Ruwenzori-Otterspitzmaus bekannt. Die Art wurde im Jahr 1955 beschrieben. Teilweise ordnen sie einige Wissenschaftler in die eigenständige Gattung Mesopotamogale ein. Der Bestand gilt momentan als nicht gefährdet.

## Merkmale

### Habitus
Die Ruwenzori-Otterspitzmaus wird etwas größer als die Zwerg-Otterspitzmaus (Micropotamogale lamottei) und erreicht anhand von rund zwei Dutzend vermessener Individuen eine Kopf-Rumpf-Länge von 13 bis 20 cm, eine Schwanzlänge von 12,3 bis 15 cm und ein Gewicht von 75 bis 135 g. Der Schwanz besitzt etwa 84 % der Länge des übrigen Körpers. Allgemein zeichnen sich die Tiere durch ein otterartiges äußeres Erscheinungsbild aus, der Körperbau ist kompakter als bei den anderen Otterspitzmäusen. Das weiche Fell besitzt auf der Rückenseite eine dunkelbraune bis graubraune Farbgebung, der Bauch erscheint grau, hellbraun oder weißlich. Es besteht aus einer sehr dichten Unterwolle aus grauen, braunspitzigen Haaren. Auf jedem Quadratzentimeter sind etwa 5000 bis 6500 Haaren ausgebildet, was nicht ganz so dicht wie bei der Zwerg-Otterspitzmaus ist. Die Deckhaare zeichnen sich durch kurze feste Grannen aus, die am Körper bis zu 15 mm lang werden. Die Spitzen sind abgeplattet und rufen so einen seidigen Glanz hervor. An den Füßen, am oberen Gesicht und am Schwanz sind die Haare mit 1 bis 4 mm aber deutlich kürzer. Der Schanz weist vergleichbar dem Körper eine dunklere Ober- und hellere Unterseite auf, zudem sind regellos einzelne Schuppen verteilt, die bei der Zwerg-Otterspitzmaus fehlen. An der Basis ist der Schwanz im Unterschied zu dem der Zwerg-Otterspitzmaus mit einem Umfang von 35 mm deutlich massiger, er zeigt sich dort darüber hinaus seitlich leicht abgeflacht und somit im Querschnitt hochoval. Zum Ende hin wird er aber rund.
Der Kopf zeichnet sich durch eine flache Schnauze aus. Augen und Ohren sind sehr klein, die rundlichen Ohren ragen bei einer Länge von 10 bis 14 mm nur wenig aus dem Fell. Auffallend ist der lederige, herzförmige Nasenspiegel, der durch eine senkrechte Mittelfurche zweigeteilt wird. Die Schnauze ist mit zahlreichen, sehr langen Tasthaaren besetzt. Vor allem an der Oberlippe sind sie in bis zu einem Dutzend Reihen aus sechs bis neun Vibrissen angeordnet, so dass ein bartartiger Haarsaum entsteht. Die Tasthaare können bis zu 18 mm lang werden. Die Gliedmaßen sind kurz und enden vorn und hinten in jeweils fünf Strahlen. Der erste und fünfte Finger beziehungsweise Zeh werden etwa gleich lang, sie sind im Vergleich zu den anderen Otterspitzmäusen deutlich verlängert, bilden wie bei diesen aber die kürzesten Strahlen. Dagegen sind die Strahlen zwei bis vier der Hände und Füße allgemein länger. Abweichend von den anderen beiden Arten werden die einzelnen Strahlen durch Schwimmhäute miteinander verbunden, zusätzlich besteht an den Außen- und Innenkanten ein Saum steifer, borstiger Haare. Außerdem erreichen die Hand- und Fußflächen im Vergleich zu den anderen Otterspitzmäusen größere Ausmaße. Die zweite und die dritte Zehe sind typisch für alle Otterspitzmäuse miteinander verwachsen (syndactyl). Der gesamte Hinterfuß ist 26 bis 29 mm lang.

### Schädel- und Gebissmerkmale
Der Schädel der Ruwenzori-Otterspitzmaus erreicht eine Gesamtlänge von 33,8 bis 39,4 mm und eine größte Breite am Hirnschädel gemessen von 15,5 bis 17,8 mm. Typischerweise fehlt ein geschlossener Jochbogen, am Scheitelbein ist ein kräftiger Scheitelkamm ausgebildet. Das Gebiss besteht aus insgesamt 40 Zähnen, die Zahnformel lautet: {\displaystyle {\frac {3.1.3.3}{3.1.3.3}}}. Wie bei allen Otterspitzmäusen sind der erste obere und der zweite untere Schneidezahn deutlich vergrößert und erinnern an Eckzähne, die Vergrößerungen sind aber nicht so weit fortgeschritten wie bei der Zwerg-Otterspitzmaus. Die beiden Schneidezähne arbeiten als Gegenspieler beim Beuteerwerb zusammen. Die nachfolgenden Zähne sowohl in der oberen als auch in der unteren Gebissreihe einschließlich des Eckzahns und der vorderen Prämolaren sind einfach gestaltet. Der dritte obere Schneidezahn (I3) sowie der erste obere Prämolar (P2) zeigen nicht ganz so starke Größenreduktionen wie bei der Zwerg-Otterspitzmaus. Die Molaren weisen ein typisch zalambdodontes Kauflächenmuster auf. Der letzte Mahlzahn der oberen Zahnreihe ist auffallend verkleinert, deutlicher noch als bei der Zwerg-Otterspitzmaus. Die gesamte obere Zahnreihe misst in ihrer Länge 17,7 bis 18,5 mm.

## Verbreitung

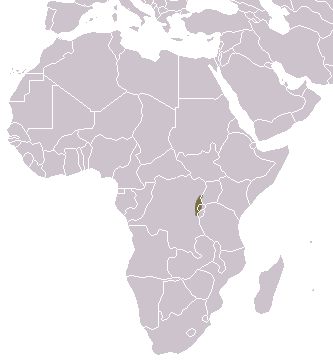
Verbreitungsgebiet der Ruwenzori-Otterspitzmaus (grün)

Die Ruwenzori-Otterspitzmaus kommt endemisch im zentralen Afrika vor. Das Verbreitungsgebiet befindet sich westlich des Ostafrikanischen Grabens und erstreckt sich vom Kivusee nach Norden bis zu den Westhängen des Ruwenzori-Gebirges im Osten der Demokratischen Republik Kongo. Möglicherweise kommt die Art auch am Osthang des Gebirgsmassivs in Uganda vor, doch fehlen bisher eindeutige Hinweise. Ein weiteres Vorkommen befindet sich im Nyungwe-Wald in Ruanda. Die Tiere leben an Wassergräben, Bächen und in Sümpfen der tropischen Regenwälder in 800 bis 900 m Höhe sowie der Bergwälder bis in 2200 m Höhe. Sie sind außerdem in Galeriewäldern größerer Flüsse mit angrenzenden Savannengebieten und Höhenlagen um 1000 bis 1200 m nachgewiesen. Bisher wurden nur wenige Individuen beobachtet, die einzelnen Fundstellen streuen über eine Fläche von rund 72.000 km². In der Region tritt außerdem die Große Otterspitzmaus (Potamogale velox) sympatrisch auf.

## Lebensweise

### Territorialverhalten
Die Lebensweise der Ruwenzori-Otterspitzmaus ist nur wenig erforscht. Die Tiere treten meist nachts in Erscheinung und haben dann mehrere, sich abwechselnde Aktivitäts- und Ruhephasen. Zur Ruhe ziehen sie sich in selbst gebaute Unterschlüpfe am Gewässerufer zurück. Diese befinden sich meist in dichter Vegetation und besitzen am Ende eine nestartige Kammer, in der die Tiere auf der Seite zusammengerollt schlafen. Die Ruwenzori-Otterspitzmaus ist durch ihre großen Hände und Füße mit den Schwimmhäuten gut an ein Wasserleben angepasst. Im Wasser bewegt sie sich mit paddelnden Bewegungen fort, zur zusätzlichen Vergrößerung der Paddelfläche dienen der seitliche Borstensaum an den Hand- und Fußkanten. Beim langsamen Schwimmen werden Vorder- und Hinterbeine abwechselnd benutzt, beim schnellen Schwimmen stoßen sich die Tiere mit allen vier Gliedmaßen gleichzeitig ab. Letzteres erfolgt aber in der Regel nur über kurze Distanzen. Ebenso sind Tauchgänge immer nur kurz. Wie die Große Otterspitzmaus und die Zwerg-Otterspitzmaus führt die Ruwenzori-Otterspitzmaus im Wasser schlängelnde Bewegungen mit dem Körper und dem Schwanz durch, diese unterstützen das Schwimmen aber weniger stark als bei den beiden erstgenannten. Außerdem fungiert der eher runde Schwanz nicht als Steuerorgan, abweichend von der Großen Otterspitzmaus mit ihrem deutlich abgeplatteten Schwanz. Im Wasser werden Geschwindigkeiten von etwa 1,8 km/h erreicht. Auch an Land sind die Tiere vergleichsweise flink, dabei treten die Hinterfüße häufig in die Trittsiegel der Vorderfüße. Nach jedem Wassergang trocknet die Ruwenzori-Otterspitzmaus ihr Fell, indem sie durch Büsche und Gräser streift. Außerdem verbringt sie viel Zeit mit der Fellpflege, das Kratzen erfolgt häufig mit den Hinterfüßen. Der Kot wird in der Regel an bestimmten Stellen abgelegt, möglicherweise dient dies einer Art Markierung des Reviers.

### Ernährung
Die Tiere ernähren sich von Würmern, Insekten, Krebstieren, kleinen Fischen und Froschlurchen. Je nach Nahrungsangebot bevorzugen sie Würmer und Insekten. Diese werden direkt im Wasser gefressen, was zumeist nur wenige Sekunden in Anspruch nimmt und teilweise mit einem kräftigen Kopfschütteln einhergeht. Größere Beutetiere bringt die Ruwenzori-Otterspitzmaus an Land und verzehrt sie dort. Dazu zählen Krabben, häufig Vertreter der Gattung Potamonautes, und Fische wie Raubwelse und verschiedene Karpfenfische. Vor allem Krabben werden von hinten erbeutet, um den Scheren zu entgehen, und am Postabdomen beginnend vertilgt. Die Größe der erbeutbaren Krabben ist durch die Maulgröße begrenzt, so dass solche mit einer Carapaxbreite von mehr als 5 cm gemieden werden. Bei der gesamten Nahrungsaufnahme kommt nur das Maul zum Einsatz, eine Manipulation der Beute mit den Vorderbeinen findet nicht statt. Ein Tier von rund 135 g Körpergewicht kann in einer Nacht gut 80 g Nahrung fressen.

### Fortpflanzung
Über die Fortpflanzung ist nicht viel bekannt. Ein untersuchtes Weibchen trug zwei Embryonen von 45 mm Scheitel-Afterlänge, 22 mm Kopflänge und 32 mm Schwanzlänge. Bei diesen waren bereits die Schwimmhäute und die Vibrissen ausgebildet, die restliche Körperbehaarung fehlte aber gänzlich.

### Parasiten
Als äußere Parasiten wurden bisher Milben der Gattung Gahrliepia und Zecken der Gattung Ixodes bestimmt. Letztere treten meist nur bei einem gemeinsamen Vorkommen mit der Großen Otterspitzmaus auf.

## Systematik
Die Ruwenzori-Otterspitzmaus ist eine Art aus der Gattung der Kleinen Otterspitzmäuse (Micropotamogale), die zusätzlich noch die Zwerg-Otterspitzmaus (Micropotamogale lamottei) enthält. Beide Arten bilden gemeinsam mit der Großen Otterspitzmaus (Potamogale velox) die Familie der Otterspitzmäuse (Potamogalidae). Die Otterspitzmäuse sind auf das äquatoriale Afrika beschränkt und leben semi-aquatisch. Charakteristische Merkmale finden sich in den verwachsenen zweiten und dritten Zehenstrahlen und in dem zalambdodonten Kauflächenmuster der Mahlzähne. Die nächsten Verwandten der Otterspitzmäuse stellen die Tenreks (Tenrecidae) dar, die wiederum nur auf Madagaskar vorkommen. Laut molekulargenetischen Analysen trennten sich die Otterspitzmäuse und die Tenreks im Unteren Eozän vor rund 48,3 Millionen Jahren voneinander. Die beiden Arten der Kleinen Otterspitzmäuse spalteten sich im Unteren Miozän vor etwa 16,3 Millionen Jahren auf.
Die wissenschaftliche Erstbeschreibung der Ruwenzori-Otterspitzmaus wurde im Jahr 1955 von Gaston-François de Witte und Serge Frechkop unter der Bezeichnung Potamogale ruwenzorii durchgeführt. Sie erfolgte unter Verwendung von drei Individuen, die im Februar 1953 von de Witte am Westhang des Ruwenzori-Massivs gesammelt worden waren. Der Holotyp bildet ein männliches Tier und stammt vom Fluss Talya bei Mutsora. Die Region, die zum Nationalpark Virunga in der Demokratischen Republik Kongo gehört, liegt in 1200 m Höhe und ist als Typusgebiet der Art anzusehen. De Witte, der damals Leiter des Albert-Nationalparks war (heute ein Teil des Nationalparks Virunga), sandte sein erstes gefangenes Exemplar nach Brüssel, wo es Frechkop in Augenschein nahm, aber für ein Jungtier der Großen Otterspitzmaus hielt. Erst ein weiteres Exemplar überzeugte ihn, eine neue Art vor sich zu haben. Anfangs war kein lebendes Exemplar bekannt. Erst zu Beginn der 1960er Jahre konnte Urs Rahm das Verhalten der Ruwenzori-Otterspitzmaus an einem eingefangenen Individuum studieren. Zu diesem Zeitpunkt erweiterte sich das bekannte Verbreitungsgebiet durch Neufänge beträchtlich.
Nur ein Jahr nach der Erstbeschreibung führte Henri Heim de Balsac mit Mesopotamogale eine neue Gattungsbezeichnung für die Ruwenzori-Otterspitzmaus ein. Er begründete dies mit der Ausbildung von Schwimmhäuten an den Händen und Füßen und dem nur leicht abgeplatteten Schwanz, was ihn insgesamt stärker an den Wassertenrek (Microgale mergulus) von Madagaskar erinnerte. Dadurch sah Heim de Balsac Mesopotamogale in einer Mittlerrolle zwischen der Großen Otterspitzmaus mit ihrem stark abgeplatteten Schwanz und der eher generalisierten Zwerg-Otterspitzmaus mit ihren dünnen, im Querschnitt runden Schwanz. Im Gegensatz zur Ruwenzori-Otterspitzmaus fehlen aber den beiden anderen Arten die Schwimmhäute. Teilweise wurde diese Einteilung übernommen, andere Autoren sahen Mesopotamogale aufgrund der generellen morphologischen Ähnlichkeit zur Zwerg-Otterspitzmaus dagegen nur als Untergattung von Micropotamogale an. Allerdings würde gerade die Ausbildung von Schwimmhäuten bei der Ruwenzori-Otterspitzmaus eine Stellung in einer eigenen Gattung rechtfertigen. Unabhängig von Heim de Balsac verwies Miklós Kretzoi im Jahr 1961 die Ruwenzori-Otterspitzmaus in die von ihm geschaffene Gattung Kivugale, wobei er eine nahezu ähnliche Begründung abgab. Kivugale gilt aber gegenwärtig als synonym zu Micropotamogale.

## Bedrohung und Schutz
Die Größte Bedrohung für den Bestand der Ruwenzori-Otterspitzmaus ist der Verlust an geeigneten Lebensräumen durch Waldrodung. Hinzu kommen als weitere Faktoren die zunehmend stärkere Verdichtung des Bodengefüges in unmittelbarer Wasserumgebung (Kolmation) und das Auslegen von Reusen, in die sich die Tiere verfangen. Dagegen wird angenommen, dass der auftretende Gletscherschwund der Hochgebirge des zentralen Afrikas infolge der Klimaerwärmung keine unmittelbaren Auswirkungen auf den Bestand hat, da der größte Teil des freiwerdenden Wassers als Niederschlag zur Erde fällt. Die IUCN stuft die Art gegenwärtig als „nicht gefährdet“ (least concern) ein, das eng begrenzte Verbreitungsgebiet und die wenigen bekannten, stark fragmentierten Vorkommen der Ruwenzori-Otterspitzmaus würden aber eine höhere Gefährdungsklassifizierung rechtfertigen. Die Art ist in mehreren Naturschutzgebieten präsent, so unter anderem im Nationalpark Virunga und im Nationalpark Kahuzi-Biéga, beide gehören zum UNESCO-Weltnaturerbe der Demokratischen Republik Kongo, sowie im Nyungwe Forest National Park in Ruanda. Zur weiteren Erhaltung des Bestandes sind Untersuchungen zur Verbreitung, zur Häufigkeit und zu den ökologischen Ansprüchen der Tiere notwendig.

## Weblink
- Micropotamogale ruwenzorii in der Roten Liste gefährdeter Arten der IUCN 2016. Eingestellt von: P. J. Stephenson, 2015. Abgerufen am 18. Januar 2021.